# Hare’s Motors

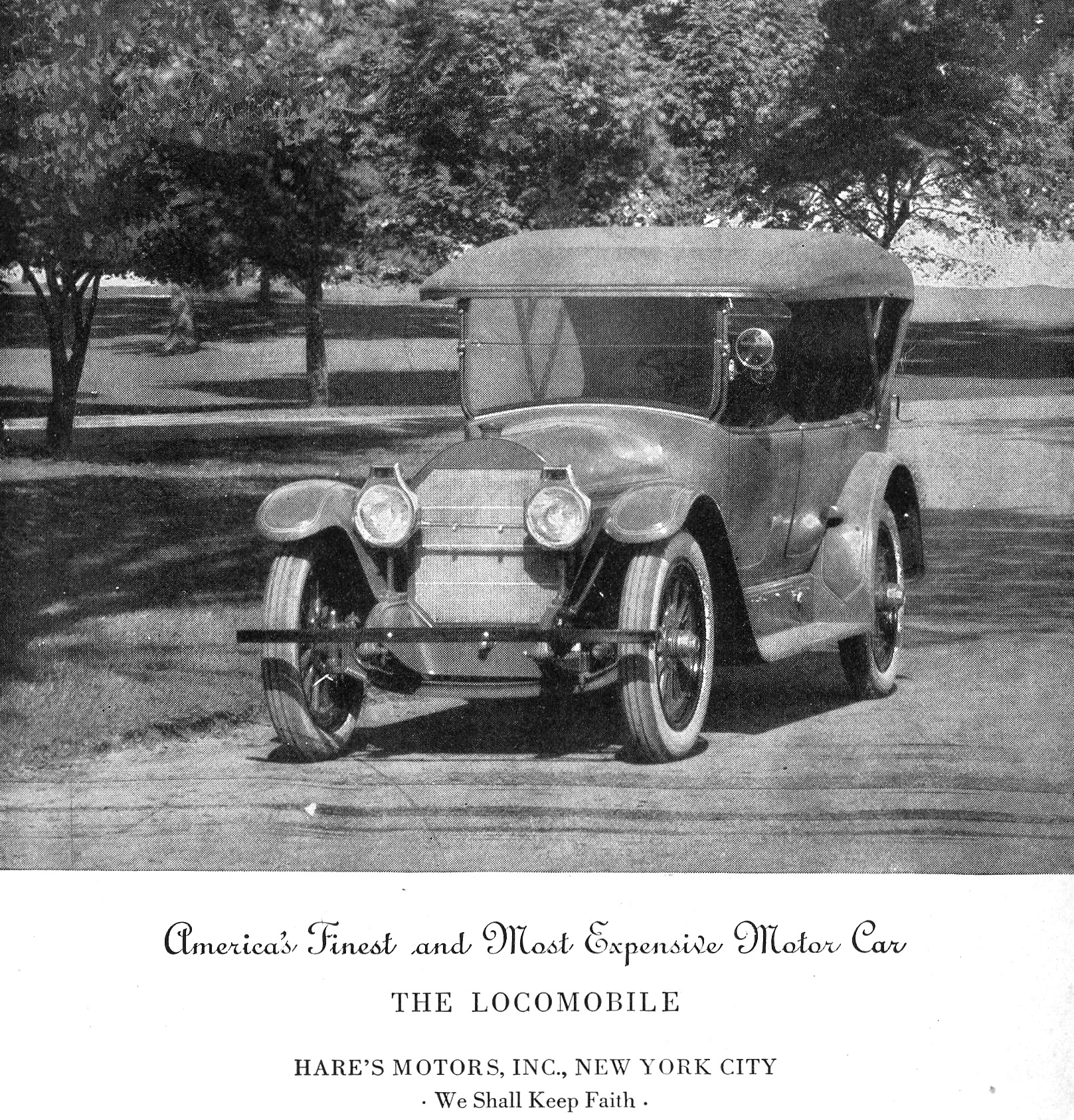
Anzeige von Hare’s Motors für ein „Locomobile“ Motor Car von Juni 1920

Hare’s Motors war ein US-amerikanischer Automobilkonzern.

## Unternehmensgeschichte
Emlen S. Hare, vorher Vizepräsident von Packard, gründete das Unternehmen. Als Gründungsdatum sind der 6. Oktober 1919, der 9. Oktober 1919 und der 27. Februar 1920 überliefert. Der Sitz war in New York City.
Hare erwartete einen wachsenden Markt für Luxusautos. Deshalb wurden kurz nacheinander traditionsreiche Fahrzeughersteller aufgekauft, als erster die Mercer Motors Corporation im Oktober 1919. Im Dezember 1919 folgte Locomobile einschließlich der Nutzfahrzeugmarke Riker etwa zur gleichen Zeit Kelly-Springfield Truck & Bus Corporation und im Januar 1920 Simplex Automobile Company.
Hare plante zunächst, jährlich 3000 Mercer herzustellen, und wollte diese Zahl danach auf 50.000 steigern.
Eine Rezession verhinderte es. Die Verkaufszahlen waren schwach und der Konzern verschuldet. Im Juli 1921 wurde Mercer vom Konzern abgetrennt. Kurz danach wurde Simplex an Henry Middlebrook Crane verkauft, der daraufhin die Crane-Simplex Company gründete. Im September 1921 wurde Locomobile abgestoßen. Kurz danach ging Kelly-Springfield in Insolvenz.
Im Februar 1922 führte Hare eine Reorganisation zur E. S. Hare Inc. durch.

## Stückzahlen
Für Mercer sind 857 Fahrzeuge für das gesamte Jahr 1919 überliefert sowie 1117, 937 und 336 in den Folgejahren. Für Locomobile lauten die Zahlen 429, 1000, 721 und 221.